# Pasaband
Pasaband är ett distrikt i Afghanistan. Det ligger i provinsen Ghor, i den centrala delen av landet, 400 kilometer väster om huvudstaden Kabul.
Distriktet beräknades år 2022 ha cirka 111 000 invånare.